# Penny Vilagos
Penelope Vilagos –conocida como Penny Vilagos– (Brampton, 17 de abril de 1963) es una deportista canadiense que compitió en natación sincronizada.
Participó en los Juegos Olímpicos de Barcelona 1992, obteniendo una medalla de plata en la prueba dúo. Ganó una medalla de oro en el Campeonato Mundial de Natación de 1982.

## Palmarés internacional
| Juegos Olímpicos   | Juegos Olímpicos    | Juegos Olímpicos | Juegos Olímpicos |
| Año                | Lugar               | Medalla          | Prueba           |
| ------------------ | ------------------- | ---------------- | ---------------- |
| 1992               | Barcelona (España)  | Medalla de plata | Dúo              |
| Campeonato Mundial |                     |                  |                  |
| Año                | Lugar               | Medalla          | Prueba           |
| 1982               | Guayaquil (Ecuador) | Medalla de oro   | Equipo           |